# SV Kressbronn
Der SV Kressbronn ist ein Fußballverein aus dem württembergischen Kressbronn am Bodensee.

## Geschichte
Gegründet wurde der Verein am 21. Juni 1946. 1967 gelang der Aufstieg in die damals drittklassige Amateurliga Schwarzwald-Bodensee. Der größte Erfolg der Vereinsgeschichte war die Vizemeisterschaft 1969 mit nur einem Punkt Rückstand hinter dem VfB Friedrichshafen.
Bei der Einführung der Amateur-Oberliga Baden-Württemberg 1978 war der SV Kressbronn nicht für die neue Spielklasse qualifiziert, durch den damaligen 14. Platz wurde die Mannschaft sogar in die fünftklassige Landesliga zurückgestuft.
Seit der Saison 2012/13 spielt der SV Kressbronn nach Abstiegen in die Kreisliga wieder in der achtklassigen Bezirksliga Bodensee. In der Aufstiegssaison 2011/12 gelang das Double aus Kreisligameisterschaft und Bezirkspokalsieg.

## Mannschaften
Als reiner Fußballverein unterhält der SV Kressbronn zwei Herrenmannschaften, eine AH-Mannschaft und eine Vielzahl an Jugendmannschaften. Auch eine Frauen- und einige Mädchenmannschaften haben ihre Heimat in dem Verein. Derzeit hat der SV Kressbronn etwa 500 Mitglieder.

## Spielstätte
Der SV Kressbronn trägt seine Heimspiele auf dem im August 1946 eingeweihten Sportplatz im Eichert aus.
Im Mai 2016 wurde nach zweieinhalbjähriger Bauzeit das neue Vereinsheim eröffnet. Es ersetzt das 1966 erbaute und in die Jahre gekommene alte Vereinsheim.